# Сельское поселение «Деревня Аристово»
Сельское поселение «Деревня Аристово» — муниципальное образование в составе Ферзиковского района Калужской области России.
Центр — деревня Аристово

## Состав
В поселение входят 7 населённых мест:
| № | Населённый пункт | Тип населённого пункта          | Население |
| - | ---------------- | ------------------------------- | --------- |
| 1 | Андроново        | село                            | ↗38       |
| 2 | Аристово         | деревня, административный центр | ↗411      |
| 3 | Богородское      | село                            | ↗3        |
| 4 | Букреевка        | деревня                         | →0        |
| 5 | Ивашево          | деревня                         | ↗24       |
| 6 | Русиново         | деревня                         | →1        |
| 7 | Устиновка        | деревня                         | ↗12       |

## Население
| 2010 | 2012 | 2013 | 2014 | 2015 | 2016 | 2017 |
| ---- | ---- | ---- | ---- | ---- | ---- | ---- |
| 444  | ↗479 | ↘470 | ↘457 | ↘421 | ↘420 | ↗434 |
| 2018 | 2019 | 2020 | 2021 |      |      |      |
| ↗445 | ↘442 | ↘437 | ↗512 |      |      |      |

Население сельского поселения составляет 444 человек .

## Известные уроженцы
Синицын, Иван Семёнович (1917-1979) - уроженец д. Букреевка, ветеран ВОВ, журналист и писатель.